# Unitat perifèrica de Xanthi
La unitat perifèrica de Xanthi (en grec: Nομός Ξάνθης) és una unitat perifèrica grega que es troba a la perifèria de Macedònia Oriental i Tràcia. Correspon a l'antiga prefectura de Xanthi.

## Municipis
| Municipi   | Codi YPES | Capital | Codi postal | Prefix tel. |
| ---------- | --------- | ------- | ----------- | ----------- |
| Abdera     | 3901      |         | 670 61      | 25410-5     |
| Miki       | 3905      |         | 671 00      | 25410-2 à 7 |
| Stavrupoli | 3909      |         | 670 52      | 25420-2     |
| Topeiros   | 3910      | Evlalo  | 672 00      | 25410-4     |
| Vistonida  | 3902      | Genisea | 670 64      | 25410-8     |
| Xanthi     | 3906      |         | 671 00      | 25410-2 à 7 |
| Kotili     | 3904      |         | 673 00      | 25540-2     |
| Satres     | 3907      |         | 673 00      | 25540-2     |
| Selero     | 3908      |         | 671 00      | 25410-2     |
| Thermes    | 3903      |         | 673 00      | 25540-2     |